# Lohnsklaverei
Als Lohnsklaverei werden degenerierte bzw. atavistische Arbeitsverhältnisse bezeichnet, wie sie unter frühkapitalistischen Produktionsverhältnissen in den Industriestaaten bis in die 2. Hälfte des 19. Jahrhunderts üblich waren und auch heute noch auf der Welt vorkommen. Die Metapher setzt schlecht bezahlte Arbeit mit Sklaverei gleich, wobei die Gemeinsamkeit die Ausbeutung und Rechtlosigkeit der unterworfenen Menschen ist.
Lohnsklaverei ist gekennzeichnet durch weitgehende Rechtlosigkeit der Arbeitnehmer gegenüber der willkürlichen Ausbeutung durch die über alle Macht verfügenden Arbeitgeber. Ein Indikator für Lohnsklaverei ist u. a. die Höhe des Arbeitsentgelts, das bei vollständiger Verausgabung der Arbeitskraft nur ein Leben am Rande des Existenzminimums ermöglicht. Typisch ist auch, dass Arbeitnehmer in der Lohnsklaverei ihren Arbeitslohn teilweise oder sogar gänzlich in Form von Naturalien erhalten.
Nach dem Ersten Weltkrieg klagte Adolf Hitler wiederholt, der Versailler Vertrag mit den Deutschland auferlegten Reparationsverpflichtungen mache das deutsche Volk zu „Lohnsklaven des internationalen Kapitals“.
Lohnsklaverei in Verbindung mit Schuldknechtschaft entsteht, wenn Arbeitnehmer vor der Arbeitsaufnahme und während des Arbeitsverhältnisses gezwungen sind, Unterkunft, Arbeits- und Lebensmittel als Schuldner vom Arbeitgeber zu beziehen, und dafür der Arbeitslohn fast vollständig vom Arbeitgeber einbehalten wird (Company Store System). Verschärft tritt das auf, wenn Arbeiter weit entfernt von menschlichen Siedlungen mehr als ihren Arbeitslohn in von Arbeitgeberseite betriebenen Geschäften für Lebensmittel und andere Dinge des unbedingt erforderlichen täglichen Bedarfs ausgeben müssen, so dass sie sich notgedrungen bei fehlender Abreisemöglichkeit meist schnell erheblich verschulden und in umso größere Abhängigkeiten geraten (so geschehen in den 1990er Jahren bei Straßen- und Tunnelarbeiten im abgelegenen nordindischen Himalaya).